# Okishio-Theorem
Das Okishio-Theorem (japanisch 置塩の定理 Okishio no teiri) besagt: Wenn ein Unternehmen seine Profitrate erhöht, indem es eine neue Technik einführt, die weniger Arbeitseinsatz, aber dafür mehr Materialeinsatz benötigt, dass sich dann auch gesamtwirtschaftlich eine höhere Profitrate ergibt, wenn sich die neue Technik einmal in der ganzen Branche verbreitet hat, unter der Voraussetzung, dass die Reallöhne der Arbeiter, also die Kaufkraft der Löhne in bestimmten Waren gemessen, sich nicht erhöht haben.
Dieses Theorem widerspricht dem Gesetz des tendenziellen Falls der Profitrate von Karl Marx, welches annimmt, dass nach Verbreitung der neuen Technik auf die gesamte Branche sich gesamtwirtschaftlich eine niedrigere Profitrate ergebe. Die Kapitalisten säßen sozusagen in einer Rationalitätenfalle.

## Das Modell von Sraffa
Die Argumentation von Nobuo Okishio, einem japanischen Wirtschaftswissenschaftler, beruht auf einem Sraffa-Modell. Die Volkswirtschaft soll aus zwei Abteilungen I und II bestehen, wobei I die Investitionsgüter (Produktionsmittel) und II die Konsumgüter für die Arbeiter – vom Konsum der Kapitalisten wird abgesehen („klassische“ Konsumfunktion) – herstellt. Die Produktionskoeffizienten geben an, wie viel von den verschiedenen Inputs notwendig ist, um eine Einheit eines bestimmten Outputs zu produzieren. Im hiesigen einfachen Fall gibt es nur zwei Outputs {\displaystyle x_{1}}, die Menge der Investitionsgüter, und {\displaystyle x_{2}}, die Menge der Konsumgüter.
Die Produktionskoeffizienten:
- {\displaystyle a_{11}}: Anzahl der Investitionsgüter, um ein Investitionsgut herzustellen.
- {\displaystyle a_{21}}: Anzahl an Arbeitsstunden, um ein Investitionsgut herzustellen.
- {\displaystyle a_{12}}: Anzahl an Investitionsgütern, um ein Konsumgut herzustellen.
- {\displaystyle a_{22}}: Anzahl an Arbeitsstunden, um ein Konsumgut herzustellen.

Die Arbeiter bekommen einen bestimmten Lohn zum Lohnsatz {\displaystyle l} je Einheit Arbeit, der in Konsumgütern ausgedrückt ist.
- {\displaystyle l\cdot a_{21}}: Anzahl der Konsumgüter, die notwendig ist, um ein Investitionsgut herzustellen.
- {\displaystyle l\cdot a_{22}}: Anzahl der Konsumgüter, die notwendig ist, um ein Konsumgut herzustellen.

Schematisch kann die Volkswirtschaft so dargestellt werden:
|              | Input {\displaystyle x_{1}}       | Input {\displaystyle x_{2}}              | Output                |
| Abteilung I  | {\displaystyle a_{11}\cdot x_{1}} | {\displaystyle a_{21}\cdot l\cdot x_{1}} | {\displaystyle x_{1}} |
| Abteilung II | {\displaystyle a_{12}\cdot x_{2}} | {\displaystyle a_{22}\cdot l\cdot x_{2}} | {\displaystyle x_{2}} |

Dies kann in folgenden Gleichungen dargestellt werden:
- {\displaystyle (a_{11}\cdot x_{1}\cdot p_{1}+a_{21}\cdot l\cdot x_{1}\cdot p_{2})\cdot (1+r)=x_{1}\cdot p_{1}}
- {\displaystyle (a_{12}\cdot x_{2}\cdot p_{1}+a_{22}\cdot l\cdot x_{2}\cdot p_{2})\cdot (1+r)=x_{2}\cdot p_{2}}

- {\displaystyle p_{1}}: Preis für das Investitionsgut {\displaystyle x_{1}}
- {\displaystyle p_{2}}: Preis für das Konsumgut {\displaystyle x_{2}}
- {\displaystyle r}: Allgemeine Profitrate. Durch die von Marx beschriebene Tendenz zum Ausgleich der Profitraten zwischen den Branchen (hier Abteilungen) bildet sich in der Volkswirtschaft eine einheitliche allgemeine Profitrate {\displaystyle r} heraus. Vgl. Marx’ Ausgleich der Profitraten zur allgemeinen Durchschnittsprofitrate.

In der Abteilung I betragen dabei die Ausgaben für das konstante Kapital, die Ausgaben für die Investitionsgüter:
- {\displaystyle a_{11}\cdot x_{1}\cdot p_{1}} und für das variable Kapital:
- {\displaystyle a_{21}\cdot l\cdot x_{1}\cdot p_{2}}.

In der Abteilung II betragen dabei die Ausgaben für das konstante Kapital:
- {\displaystyle a_{12}\cdot x_{2}\cdot p_{1}} und für das variable Kapital:
- {\displaystyle a_{22}\cdot l\cdot x_{2}\cdot p_{2}}.

(Man kann die konstanten und variablen Kapitale der beiden Abteilungen nicht einfach zu einer gesamtwirtschaftlichen Größe addieren, weil man dazu das Größenverhältnis zwischen den beiden Abteilungen kennen müsste. Zur Berechnung dieses Größenverhältnisses siehe die nachrichtlichen Berechnungen unten.)
Es werden jetzt folgende Annahmen getroffen:
- {\displaystyle p_{2}=1}: Das Konsumgut {\displaystyle x_{2}} soll als Numéraire dienen, der Preis des Konsumgutes {\displaystyle p_{2}} sei also gleich 1.
- Der Reallohn sei {\displaystyle l=2\cdot p_{2}=2}.
- Das Gleichungssystem wird normiert, indem die Outputs {\displaystyle x_{1}} und {\displaystyle x_{2}} jeweils gleich 1 gesetzt werden.

Im Marxismus wird üblicherweise angenommen, dass der Lohn gleich dem Wert der Arbeitskraft ist, also gerade so groß, dass die Arbeiter ihre Arbeitskraft erhalten können. Hier wird also angenommen, dass die Arbeiter je Stunde Arbeit zwei Konsumgüter benötigen, um ihre Arbeitskraft zu erhalten.
Eine Technik ist bei Sraffa definiert durch die Größe der Produktionskoeffizienten. Beispielsweise sei eine Technik gegeben mit:
- {\displaystyle a_{11}=0{,}8}: Anzahl der Investitionsgüter, um ein Investitionsgut herzustellen.
- {\displaystyle a_{21}=0{,}1}: Anzahl an Arbeitsstunden, um ein Investitionsgut herzustellen.
- {\displaystyle a_{12}=0{,}4}: Anzahl an Investitionsgütern, um ein Konsumgut herzustellen.
- {\displaystyle a_{22}=0{,}1}: Anzahl an Arbeitsstunden, um ein Konsumgut herzustellen.

Dann erhält man folgendes gleichgewichtige Gleichungssystem, wobei die noch fehlenden Werte für den Preis {\displaystyle p_{1}=1{,}78} und für die Profitrate {\displaystyle r=0{,}0961=9{,}61\,\%} schon berechnet und eingesetzt sind:
- {\displaystyle (0{,}8\cdot 1\cdot 1{,}78+0{,}1\cdot 2\cdot 1\cdot 1)\cdot (1+0{,}0961)=1\cdot 1{,}78}
- {\displaystyle (0{,}4\cdot 1\cdot 1{,}78+0{,}1\cdot 2\cdot 1\cdot 1)\cdot (1+0{,}0961)=1\cdot 1}

## Einführung von technischem Fortschritt
Man kann jetzt von Abteilung I eine Unternehmung herausgreifen, welche die gleiche Produktionstechnik aufweist wie die Abteilung insgesamt. Für diese Unternehmung gilt also:
{\displaystyle (a_{11}\cdot x_{1}\cdot p_{1}+a_{21}\cdot l\cdot x_{1}\cdot p_{2})\cdot (1+r)=x_{1}\cdot p_{1}}
{\displaystyle =(0{,}8\cdot 1\cdot 1{,}78+0{,}1\cdot 2\cdot 1\cdot 1)\cdot (1+0{,}0961)=1\cdot 1{,}78}
Diese Unternehmung führt jetzt technischen Fortschritt ein, indem sie den notwendigen Einsatz an Arbeit vermindert etwa von {\displaystyle a_{21}=0{,}1} auf {\displaystyle a_{21}=0{,}05} halbiert. Schon dies erhöht die technische Zusammensetzung des Kapitals, weil jetzt für die Erstellung einer Einheit des Investitionsgutes nur noch halb so viel Arbeit, aber genau so viel Investitionsgüter wie vorher benötigt werden. Darüber hinaus soll aber angenommen werden, dass die Arbeitsersparnis mit einem größeren Verbrauch an Investitionsgütern einhergeht, dass sich also {\displaystyle a_{11}=0{,}8} auf {\displaystyle a_{11}=0{,}85} erhöht.
Für diese eine Unternehmung, die technischen Fortschritt eingeführt hat, ergibt sich bei den vorliegenden Preisen und beim gegebenen Lohnsatz – diese Größen bleiben ja zunächst unverändert, solange nur eine Unternehmung ihre Technik ändert – folgende Gleichung:
{\displaystyle =(0{,}85\cdot 1\cdot 1{,}78+0{,}05\cdot 2\cdot 1\cdot 1)\cdot (1+0{,}1036)=1\cdot 1{,}78}
Die Unternehmung konnte also ihre Profitrate von {\displaystyle r=9{,}61\,\%} auf {\displaystyle 10{,}36\,\%} erhöhen. Dies entspricht soweit ganz den Marxschen Überlegungen, wonach gilt, dass eine Unternehmung eine neue Technik nur einführt, wenn sich dadurch ihre Profitrate erhöht.
Karl Marx, Band III des Kapitals, Marx-Engels-Werke, 25, S. 275: „Kein Kapitalist wendet eine neue Produktionsweise, sie mag noch soviel produktiver sein oder um noch soviel die Rate des Mehrwerts vermehren, freiwillig an, sobald sie die Profitrate vermindert.“
Marx erwartet allerdings, dass, wenn sich die neue Technik in der ganzen Abteilung ausbreitet, die Profitrate nicht nur für den „Pionierunternehmer“ wieder sinkt, sondern dass jetzt für die ganze Wirtschaft eine niedrigere allgemeine Profitrate herrscht. Begründet wird dies traditionellerweise, dass nur "lebendige Arbeit" Mehrwert schaffen kann – lebendige Arbeit wurde aber eingespart – und dass das konstante Kapital, die Ausgaben für Investitionsgüter, keinen Wert schaffen, sondern lediglich ihren Wert an die Endprodukte abgeben.
Unterstellt man, dass die neue Produktionstechnik sich allgemein in Abteilung I verbreitet und berechnet das neue gleichgewichtige Wachstum (und den neuen Preis {\displaystyle p_{2}}), dann erhält man:
- {\displaystyle (0{,}85\cdot 1\cdot 1{,}77+0{,}05\cdot 2\cdot 1\cdot 1)\cdot (1+0{,}1030)=1\cdot 1{,}77}
- {\displaystyle (0{,}4\cdot 1\cdot 1{,}77+0{,}1\cdot 2\cdot 1\cdot 1)\cdot (1+0{,}1030)=1\cdot 1}

Nach Verallgemeinerung der neuen Produktionstechnik im Beispiel Abteilung I und nach Erreichen eines neuen gleichgewichtigen Wachstums ist zwar die Profitrate des Pionierunternehmers wieder niedriger geworden, aber insgesamt bleibt die neue allgemeine Profitrate mit {\displaystyle 10{,}30\,\%} höher als die ursprüngliche von {\displaystyle 9{,}61\,\%}.

## Ergebnis
Nobuo Okishio hat diesen Beweis allgemein geführt, also das Gesetz des tendenziellen Falls der Profitrate widerlegt. Allerdings gibt es in obigem Modell nur zirkulierendes Kapital, also Produktionsmittel, die gleich in derselben Produktionsperiode in die Endprodukte eingehen. Weitere Studien haben die Ergebnisse Okishios für den Fall einer Wirtschaft mit fixem Kapital, die Produktionsmittel wirken länger als eine Produktionsperiode, ausgedehnt. Arbeitssparender technischer Fortschritt kann demnach zu steigenden und muss nicht zu sinkenden allgemeinen Profitraten führen.

## Marxistische Erwiderungen
1) Eine Reaktion von Marxisten bestand darin, dass die Kritik angenommen wurde. Das Gesetz des tendenziellen Falls der Profitrate stelle keinen zentralen Bestandteil der Marxschen Theorie dar. Es gebe genügend andere Gründe gegen den Kapitalismus, so dass man auf eine solche Zusammenbruchstendenz nicht angewiesen sei.
Eine Variante hiervon ist, dass das Gesetz als Erklärung für die regelmäßig wiederkehrenden Konjunkturschwankungen (Krisen) akzeptiert wird, aber nicht als langfristige Tendenz.
Michael Heinrich wendet sich sowohl gegen eine Zusammenbruchskrise als auch gegen ein Verständnis der Krise als zyklische Ausgleichsbewegung und schließt: „Indem jedoch die Bedingungen der Produktion von Profit immer wieder mit den elementaren Lebensinteressen der Mehrheit der Bevölkerung kollidieren, wird sich auch immer wieder von neuem die Frage nach der Legitimität dieses Gesellschaftssystems und nach der Möglichkeit einer gesellschaftlichen Alternative stellen.“ Oder: „Ob nun der kapitalistisch-buchhaltungsmäßige Ausdruck der kapitalistischen Verwertung steigt oder fällt, ändert nichts am grundsätzlich bornierten Charakter der kapitalistischen Produktionsweise.“
2) Eine zweite Reaktion bestand darin, innerhalb des Sraffa-Modells nach Möglichkeiten, das Okishio-Argument zu entkräften, gesucht wurde, indem etwa das – Marx allerdings unbekannte – Gesetz der konstanten Lohnquote eingeführt wurde – sei es, dass die Gewerkschaften produktivitätsorientierte Lohnpolitik betreiben, sei es, dass die Unternehmen im Konkurrenzkampf einen Teil der gestiegenen Produktivität in Form von gesunkenen Preisen weitergeben und so die Kaufkraft der Löhne, die Reallöhne steigern. Bei konstanter Lohnquote stellt sich die Rationalitätenfalle für die Unternehmen so dar: Die einzelne Unternehmung, die technischen Fortschritt einführt, macht zunächst einen Extraprofit. Doch bei Verallgemeinerung des technischen Fortschritts passen sich die Reallöhne so an, dass die ursprüngliche, höhere Lohnquote wieder hergestellt wird. Die Unternehmen bleiben aber auf den gestiegenen Kosten für den erhöhten Einsatz an Investitionsgütern sitzen. Die Profitrate ist gesunken.
Gegen diese Argumentation ist einzuwenden, dass die Annahme einer konstanten Lohnquote problematisch ist. Die Profitrate könnte jedenfalls stabilisiert werden, wenn die Lohnquote nach unten angepasst würde. So ist in dem Zahlenbeispiel der Anstieg der Profitrate mit einem Absinken der Lohnquote von 58,6 % auf 41,9 % verbunden, siehe die ausführliche Rechnung unten.
3) Die dritte Reaktion schließlich besteht darin, das Sraffa-Modell als Rahmen abzulehnen, insbesondere auch die komparativ statische Methode. Im Kapitalismus wird nicht abgewartet, bis sich ein neues Gleichgewicht eingestellt hat, sondern die Einführung neuer technischer Methoden ist ein laufender Prozess. Das Gesetz des tendenziellen Falls der Profitrate greift, wenn ein immer größerer Anteil der Produktion je Arbeitsplatz investiert wird und nicht in zusätzliche Arbeitsplätze. Eine solche andauernde Entwicklung kann durch die komparative Statik der Sraffa-Modelle nicht erfasst werden.
4)In einer vierten Reaktion wird bezweifelt, dass Okishio mit dem Hinweis auf das Kostenkriterium der Technikwahl das Gesetz des tendenziellen Falls der Profitrate widerlegt und einen Anstieg der Marxschen Profitrate begründet habe. Okishio versteht unter der Profitrate den Quotienten aus der Differenz zwischen dem Güterpreis und dem Kostpreis der Ware zum Kostpreis. Erfolgt der Einsatz der neuen Technik unter der auch von Marx getroffenen Voraussetzung, dass der Verbrauch des konstanten Kapitals weniger zunimmt als der Verbrauch des variablen Kapitals abnimmt, also die Produktionskosten sinken, muss die so definierte Profitrate zwangsläufig steigen. Man könne zwar das Verhältnis des Mehrwertes zum Kostpreis der Waren als Profitrate bezeichnen, schreibt Klaus Müller. Nur sei das nicht die Profitrate, deren Entwicklungstendenz Marx begründete. Marx und Engels bezogen den Mehrwert nicht auf das verbrauchte Kapital – den Kostpreis –, sondern auf das vorgeschossene Gesamtkapital. Die „Kostpreisprofitrate“ könne steigen, während gleichzeitig die Marxsche Kapitalvorschussprofitrate" sinkt. Das Verhältnis des Mehrwerts zum Kostpreis ist nur dann mit der „wirklichen Profitrate“ identisch, wenn der Kapitalvorschuss und der Kapitalverbrauch gleich sind oder, was auf dasselbe hinausläuft, wenn das Kapital genau einmal im Jahr umschlägt. Die Behauptung, technische Neuerungen würden die Marxsche Profitrate erhöhen, ist daher falsch. Nach Klaus Müller sinkt die Marxsche „Kapitalvorschussprofitrate“ trotz eines Anstiegs der „Kostpreisprofitrate“ Okishios, wenn
- bei einer Senkung des Kostpreises die Kapitalumschlagshäufigkeit n um mehr als e zurückgeht bzw.
- bei einem Anstieg der Organischen Zusammensetzung (OZ) die Mehrwertrate um weniger als q zunimmt

Die Kennziffer e gibt die prozentuale (relative) Änderung der Umschlagszahl (Umschlagshäufigkeit) an, die den Einfluss eines Anstiegs der Kostpreisprofitrate auf die Kapitalvorschussprofitrate gerade ausgleicht. Die Kennziffer q gibt den notwendigen prozentualen Anstieg der Mehrwertrate an, der die Steigerung der OZ gerade aufhebt und die Kapitalvorschussprofitrate damit nicht ändert.
Alfred Müller und Stephan Krüger
Bei Alfred Müller und Stephan Krüger ist Voraussetzung für den Fall der Profitrate (sowie der zyklischen Schwankungen), dass Produktion industriell mit Hilfe von Maschinerie erfolgt. Die kapitalistischen Unternehmen suchen ihre Profite unabhängig voneinander eigenverantwortlich zu steigern, es gibt keine zentrale Planungsinstanz der Volkswirtschaft. Okishio abstrahiert dagegen in seinem Modell vom fixem Kapital, es gibt nur zirkulierendes Kapital. Diese Zulässigkeit dieser Abstraktion ist umstritten.
Nach Alfred Müller berücksichtigt das Okishio-Theorem nicht das Besondere der kapitalistischen Gesellschaft. „Gäbe es eine gesamtwirtschaftliche Koordinationsinstanz und wäre das kapitalistische Privateigentum an Produktionsmitteln aufgehoben, wären bei Beherrschung der Steuerungsmittel und bei Lösung des Informationsproblems Angebot und Nachfrage ausgeglichen, und die Wirtschaft bewegte sich auf einem stetigen Gleichgewichtspfad. Die Schwierigkeiten entstehen, sobald das Kapitalverhältnis hereinkommt und der Produktionsprozess nur ein Mittel für den Verwertungsprozess des Kapitals wird.“ Letzteres geschieht durch die einzelnen Kapitalisten ohne gesamtwirtschaftliche Abstimmung.
Ähnlich bei Stephan Krüger, hier tätigen die Unternehmen „autonome“, also von der augenblicklichen Gewinn- oder Kostenlage unabhängige Investitionen je nach Lage. In der Krise werden Rationalisierungsinvestitionen vorgenommen, die sowohl die Arbeitsproduktivität erhöhen als auch die technische Zusammensetzung des Kapitals, um so aus der Krise zu kommen. Dem augenblicklichen Vorteil für die einzelne Unternehmung steht langfristig der Fall der allgemeinen Profitrate gegenüber wegen der so steigenden Zusammensetzung des Kapitals.

## Nachrichtlich: die stoffliche Seite

### Das duale Gleichungssystem
Für die bisherigen Überlegungen war es ausreichend, nur die Geldgrößen zu betrachten. Sollen weitergehende Untersuchungen durchgeführt werden, um etwa die Größen konstantes Kapital c, variables Kapital v und Mehrwert (oder Profit) m für die Wirtschaft insgesamt zu berechnen bzw. Verhältnisse zwischen diesen Größen wie die Mehrwertrate m/v oder die Wertzusammensetzung des Kapitals c/v zu berechnen, dann muss das Größenverhältnis zwischen den Abteilungen I (Investitionsgüter) und II (Konsumgüter) ermittelt werden. Dies geschieht, indem man das stetige Wachstum von der stofflichen Seite her darstellt.
In den bisherigen Gleichungen wurde berechnet, wie unter bestimmten technischen Gegebenheiten, die durch die Produktionskoeffizienten dargestellt wurden, und unter einem bestimmten gegebenen Reallohn, der als Menge an Konsumgütern {\displaystyle x_{2}} je Arbeitsstunde dargestellt wurde, sich eine einheitliche Profitrate r herausbildet, wobei noch ein Preis festzulegen war. Hier wurde der Preis {\displaystyle p_{2}} für das Konsumgut {\displaystyle x_{2}} gleich 1 gesetzt (Numéraire) und der Preis für das Investitionsgut {\displaystyle x_{1}} berechnet. Damit waren in Geldgrößen ausgedrückt die Bedingungen für ein stetiges Wachstum ermittelt.

### Die allgemeine Gleichung
Damit auch stofflich ein stetiges Wachstum möglich ist, muss folgendes gelten:
- {\displaystyle (a_{11}\cdot x_{1}+K\cdot a_{12}\cdot x_{2})\cdot (1+g)=x_{1}}
- {\displaystyle (a_{21}\cdot l\cdot x_{1}+K\cdot a_{22}\cdot l\cdot x_{2})\cdot (1+g)=K\cdot x_{2}}

Es muss also jetzt eine zusätzliche Größe K berechnet werden, die das Größenverhältnis zwischen den Abteilungen I und II wiedergibt, wobei der Abteilung I das Gewicht 1 und der Abteilung II dann das Gewicht K zugeordnet wird.
Wird bei solchen Wachstumsmodellen unterstellt, dass die gesamten Profite in der nächsten Periode dazu verwendet werden, um auf gleicher technischer Grundlage nach Maßgabe der Profitrate r mehr zu produzieren, dann ergibt sich, dass die Wachstumsrate stofflich betrachtet (g) gleich der Profitrate r ist.

### Die konkreten Zahlenbeispiele
Für das erste Zahlenbeispiel mit der Profitrate {\displaystyle r=9{,}61\,\%} ergibt sich:
- {\displaystyle (0{,}8\cdot 1+0{,}2808\cdot 0{,}4\cdot 1)\cdot (1+0{,}0961)=1}
- {\displaystyle (0{,}1\cdot 2\cdot 1+0{,}2808\cdot 0{,}1\cdot 2\cdot 1)\cdot (1+0{,}0961)=0{,}2808\cdot 1}

Das Gewicht von Abteilung II beträgt {\displaystyle K=0{,}2808}.
Für das zweite Zahlenbeispiel mit der Profitrate {\displaystyle r=10{,}30\,\%} ergibt sich:
- {\displaystyle (0{,}85\cdot 1+0{,}14154\cdot 0{,}4\cdot 1)\cdot (1+0{,}1030)=1}
- {\displaystyle (0{,}1\cdot 2\cdot 1+0{,}14154\cdot 0{,}05\cdot 2\cdot 1)\cdot (1+0{,}1030)=0{,}14154\cdot 1}

Das Gewicht von Abteilung II beträgt jetzt {\displaystyle K=0{,}14154}.
Die jeweiligen Wachstumsraten {\displaystyle g} sind gleich den Profitraten {\displaystyle r}.
Auf der linken Seite der Gleichungen stehen in der jeweils ersten Gleichung die Inputs an {\displaystyle x_{1}} und in der jeweils zweiten Gleichung steht links die Menge an {\displaystyle x_{2}}, die als Input benötigt wird. Auf der rechten Seite der Gleichungen steht in der ersten als Output ein Gut von {\displaystyle x_{1}} und in der zweiten Gleichung K Güter von {\displaystyle x_{2}}.
Bewertet man den Input an {\displaystyle x_{1}} mit dem Preis {\displaystyle p_{1}}, dann erhält man das konstante Kapital c. Bewertet man den Input an {\displaystyle x_{2}} mit dem gesetzten Preis {\displaystyle p_{2}=1}, dann erhält man das variable Kapital v. Bewertet man den Output eines Guts {\displaystyle x_{1}} und K Güter von {\displaystyle x_{2}} mit den jeweiligen Preisen {\displaystyle p_{1}} und {\displaystyle p_{2}}, erhält man den gesamten Umsatz der Volkswirtschaft c + v + m.
Zieht man von diesem Umsatz den Betrag für das konstante und das variable Kapital (c+v) ab, erhält man als Rest den Profit m.
Es lässt sich dann die Wertzusammensetzung des Kapitals c/v, die Mehrwertrate m/v und die „Lohnquote“ v/(m+v) berechnen.
Für die Lohnquote ergibt sich im ersten Fall {\displaystyle 58{,}6\,\%} und im zweiten Fall {\displaystyle 41{,}9\,\%}. Dies entspricht Mehrwertraten von 0,706 bzw. 1,389. Für die Wertzusammensetzung des Kapitals c/v ergibt sich im ersten Fall 6,34 und im zweiten Fall 12,49. Nach der Formel 
```
Profitrate 

  

    

      

        
p

        
=

        

          

            

              
m

              
v

            

            

              

                

                  
c

                  
v

                

              

              
+

              
1

            

          

        

      

    

    
{\displaystyle p={\frac {\frac {m}{v}}{{\frac {c}{v}}+1}}}

  

```

errechnen sich wieder die beiden Profitraten {\displaystyle 9{,}61\,\%} und {\displaystyle 10{,}30\,\%}.

### Komparativ statische Methode
Bei diesem Beispiel ist zu beachten, dass die komparativ statische Methode zugrunde liegt, das heißt, es werden verschiedene Wirtschaften, die sich auf einem gleichgewichtigen Wachstumspfad befinden, miteinander verglichen. Geht man von einer Gleichgewichtsbetrachtung zu Ungleichgewichtsmodellen über, können sich durchaus andere Ergebnisse einstellen. Wenn die Kapitalisten die technische Zusammensetzung des Kapitals erhöhen, weil dies ihnen die Profitrate erhöht, kann daraus auch unter dem Druck der Konkurrenz ein andauernder Prozess werden, der dazu führt, dass die Wirtschaft nicht mehr die Zeit hat, um in einen neuen gleichgewichtigen Wachstumspfad einzuschwenken, sondern fortgesetzte arbeitssparende Rationalisierungsinvestitionen führen zu einer Stagnationstendenz. Das Gesetz des tendenziellen Falls der Profitrate wird heutzutage, auch unter dem Eindruck der Okoshio-Kritik, als ein Ungleichgewichtsmodell verstanden.